# Скендер Гісені
Скендер Гісені (алб. Skënder Hyseni; нар. 17 лютого 1955, Подуєво) — міністр закордонних справ Косова у 2008–2010 рр.

## Біографія
Гісені закінчив факультет англійської мови та літератури Університету Приштини у 1979 р. Гісені залишився на короткий час для цілей дослідження в Блумбсбургський штатний коледж США (1978) і в Абердинському університеті в Шотландії (1986).
Гісені є членом партії Демократична ліга Косова (ДЛК).
- Основний політичний радник Ібрагіма Ругови та президента Фатміра Сейдіу
- Член партії ДЛК і секретаріату з міжнародних відносин
- Прес-секретар групи єдності
- Член установчого Комітету Косово

3 березня 2008 він був призначений міністром закордонних справ Косова. До заняття цієї посади він був міністром культури, молоді, спорту та житлового будівництва в колишньому уряді. Гісені також був представником косовського уряду на переговорах щодо статусу краю до Проголошення незалежності Косова (2008).